# 列朝詩集
列朝詩集，清錢謙益編，81卷。
本書仿《中州集》體例，收錄明代詩人2000餘人作品，分乾集2卷、甲集前編11卷、甲集22卷、乙集8卷、丙集16卷、丁集16卷、閏集6卷共81卷。「以詩系人，以人系傳」，作品皆一時之選，錢本人亦大詩人，對本書詩評往往有精湛之見解，亦有門戶之見。康熙三十七年（1698年），錢陸燦彙集《列朝詩集》的小傳刊行，名為《列朝詩集小傳》。清人對此書評價不高，《四庫全書總目》謂：“以記丑言偽之才，濟以黨同伐異之見，逞其恩怨，顛倒是非，黑白混淆，無復公論”。